# Louis Marc Antoine de Noailles
Louis-Marie Marc Antoine, vicomte de Noailles, francoski častnik in politik, * 17. april 1756, Pariz, † 9. januar 1804, Havana.
Bil je izvoljen v Narodno skupščino Francije leta 1789 in je sprva podpiral francosko revolucijo. A po razvoju dogodkov je postal razočaran in se je odselil v Severno Ameriko.